# ندای وظیفه: بلک آپس ۷
ندای وظیفه: بلک آپس ۷ (انگلیسی: Call of Duty: Black Ops 7) یک بازی تیراندازی اول شخص است که توسط استودیوهای تری‌آرک و ریون سافتور به‌صورت مشترک توسعه یافته و توسط اکتیویژن عرضه خواهد شد. این بازی بیست و دومین قسمت از مجموعهٔ ندای وظیفه و هشتمین مدخل اصلی در زیرمجموعه بلک آپس به‌شمار می‌رود که پس از ندای وظیفه: بلک آپس ۶ (۲۰۲۴) عرضه شده است. داستان بازی که در سال ۲۰۳۵ روایت می‌شود و به‌صورت تک‌نفره یا گروهی (کو-آپ) قابل بازی است، ماجراهای تیمی از مأموران به رهبری دیوید میسون را در پی اتفاقات ندای وظیفه: بلک آپس ۲ (۲۰۱۲) دنبال می‌کند. مانند سایر عناوین ندای وظیفه، این بازی شامل بخش چندنفره و حالت زامبی مبتنی بر راندهای همکاری خواهد بود.
بلک آپس۷ قرار است در ۱۴ نوامبر ۲۰۲۵ برای پلی‌استیشن ۴، پلی‌استیشن ۵، ویندوز، ایکس‌باکس وان و ایکس‌باکس سری اکس/اس منتشر شود.

## گیم‌پلی و زمینهٔ داستان
ندای وظیفه: بلک آپس ۷ یک بازی تیراندازی اول شخص است که شامل یک کمپین تک‌نفره/همکاری، بخش چندنفره و حالت زامبی مبتنی بر دورهای همکاری است. داستان بازی در سال ۲۰۳۵—ده سال پس از وقایع ندای وظیفه: بلک اپس ۲ (۲۰۱۲)—روایت می‌شود و انتظار می‌رود ماجراهای دیوید میسون (با صداپیشگی میلو ونتیمیگلیا) و تیم مأمورانش را دنبال کند که با دشمنی فریبکارانه روبه‌رو هستند که «ترس را بیش از هر چیز به سلاح تبدیل کرده است.»

## ساخت
بلک آپس ۷ توسط تری‌آرک و ریون سافتور به‌صورت مشترک ساخته شده است. جزئیات اولیه دربارهٔ بازی در اواخر سال ۲۰۲۳ منتشر شد، زمانی که اینسایدر گیمینگ گزارش داد که این عنوان دنباله‌ای بر بلک آپس ۲ خواهد بود و پس از مرگ رائول مندز، آنتاگونیست اصلی آن بازی، روایت می‌شود. جزئیات بیشتری دربارهٔ بلک آپس ۷، از جمله زمان‌بندی ۲۰۳۵، کمپین همکاری و حالت زامبی، در آوریل ۲۰۲۵ توسط فردی که گفته می‌شود در جلسه تست گروه مطالعاتی بازی شرکت کرده بود، به اشتراک گذاشته شد.

## بازاریابی
اکتیویژن و مایکروسافت در رویداد Xbox Games Showcase در ۸ ژوئن ۲۰۲۵، تریلر سینمایی بلک آپس ۷ را منتشر کردند و عنوان و پیش‌فرض داستان بازی را معرفی کردند؛  انتظار می‌رفت رونمایی کامل بازی در تابستان ۲۰۲۵ انجام شود. در همان روز، ورایتی جزئیات اولیه دربارهٔ بازیگران بازی را منتشر کرد، از جمله انتخاب میلو ونتیمیگلیا برای نقش دیوید میسون، کیرنان شیپکا برای نقش اما کاگان—مدیرعامل سازمانی به نام «گیلد» —و بازگشت مایکل روکر در نقش مایک هارپر، شخصیتی مکمل از بلک آپس ۲.

## عرضه
بلک آپس ۷ قرار است در ۱۴ نوامبر ۲۰۲۵ برای پلی‌استیشن ۴، پلی‌استیشن ۵، ویندوز، ایکس‌باکس وان و ایکس‌باکس سری اکس/اس منتشر شود. این بازی در روز عرضه برای مشترکین برخی از طرح‌های ایکس‌باکس گیم‌پس، از جمله ایکس‌باکس گیم پس آلتیمیت و پی‌سی گیم پس، در دسترس خواهد بود.